# O Irmão e a Irmã que se Tornaram o Sol e a Lua
O Irmão e a Irmã que se Tornaram o Sol e a Lua (hangul: 해와 달이 된 오누이; rr: Haewa Dari Doen Onui) ou apenas O Sol e a Lua (hangul: 햇님 달님; rr: Haesnim Dalnim) é um conto folclórico tradicional da Coreia do Sul. Também é conhecido como A Razão pela qual os Sorgo é Vermelho (hangul: 수숫대가 빨간 이유; rr: Sususdaega Ppalgan Iyu).

## Origem
A primeira publicação do conto foi em 1922, na revista Gaebyeok (hangul: 개벽; lit. Abertura do Mundo ou Novo Começo), com a obra O Sol e a Lua de Ju Yo-seop.

## Enredo
Em uma montanha isolada, vivia uma pequena família composta por uma mãe solteira e seus dois filhos — um menino e uma menina. A rotina era simples, marcada pelo esforço diário da mãe, que descia até o vilarejo para trabalhar em uma casa rica. Certa noite, enquanto retornava pela trilha montanhosa com tteoks — bolinhos de arroz coreanos — como pagamento, foi surpreendida por um tigre.
A criatura surgiu das sombras e exigiu um tteok. Temendo pela própria vida, a mãe começou a oferecer um bolinho a cada colina que atravessava. Mas, quando os tteoks se esgotaram, o tigre passou a exigir algo ainda mais cruel: suas roupas.
Com cada nova colina, uma nova exigência. Na oitava, já despojada de suas vestes, restaram-lhe apenas os sapatos e a tentativa de cobrir-se com folhas. Na décima segunda, as última peça dos calçados também fora tomado. Descalça e vulnerável, a mãe continuou a subida, até que, na colina seguinte, o tigre arrancou de seus cabelos o binyeo, grampo ornamental que prendia seu coque. Os fios, antes presos com dignidade, caíram livres pelos ombros. Na última colina, dominada pela vergonha e pelo medo, a mãe caiu sentada. Tremendo, sem forças para seguir adiante, foi devorada pelo tigre.
Mas o apetite da fera não cessou com a morte da mulher. Vestido com suas roupas, desceu até a casa onde os dois filhos aguardavam, tentando enganá-los ao fingir-se de sua mãe. Desconfiados, os irmãos logo perceberam a armadilha. Usando sua esperteza, escaparam pela janela e se refugiaram no alto de uma árvore.
Do alto, imploraram aos céus por ajuda. Atendendo às preces, uma corda resistente foi baixada do céu, e os irmãos conseguiram subir até um lugar seguro. O tigre, ao ver isso, também pediu uma corda. Porém, a ele foi enviada uma corda podre. Sem perceber a armadilha, começou a subir alegremente, mas a corda rompeu-se no meio do caminho. O tigre caiu de uma grande altura e morreu. Diz a lenda que seu sangue tingiu as plantações de sorgo, deixando os grãos com uma coloração avermelhada.
No céu, a irmã tornou-se o Sol, e o irmão, a Lua. (Originalmente, o irmão tornou-se o Sol e a irmã, a Lua. No entanto, como a irmã ainda era muito jovem e tinha muito medo da noite, ela implorou para que trocasse suas posições — e assim, os papéis foram invertidos.) Por ser tímida, a menina se envergonhava dos olhares diretos que recebia. Por isso, passou a emitir uma luz tão intensa que ninguém conseguia encará-la diretamente. É por essa razão que, até hoje, o Sol brilha com tamanha força aos olhos humanos.

## Análise
Há uma cena no enredo em que um tigre bloqueia o caminho da mãe, que carrega bolos de arroz pelas montanhas, e continua aparecendo a cada colina até ter comido todos os bolos. A cada vez, ele diz: “Se me der um tteok, não te como.” Essa cena funciona como um plot (estrutura narrativa) do conto. À primeira vista, parece uma troca razoável, uma barganha com base na necessidade, mas, gradualmente, vai corroendo qualquer senso de moralidade e leva inevitavelmente a um desfecho trágico.
Pode-se dizer que esse enredo representa a degradação da moral diante de exigências contínuas sob uma aparência de lógica ou justiça. Além disso, ilustra bem a dinâmica de dar e receber, onde há uma tensão constante entre ceder algo e a promessa (falsa) de segurança — uma troca que, na verdade, conduz à destruição.